# 4099 Wiggins
A 4099 Wiggins (ideiglenes jelöléssel 1988 AB5) a Naprendszer kisbolygóövében található aszteroida. Henri Debehogne fedezte fel 1988. január 13-án.